# ليزا بوتشر
ليزا بوتشر (بالإنجليزية: Lisa Butcher)‏ هي عارضة ومقدمة تلفزيونية بريطانية، ولدت في 1971 في لندن في المملكة المتحدة.